# Cornell Borchers
Cornell Borchers (Šilutė, 16 marzo 1925 – Monaco di Baviera, 12 maggio 2014) è stata un'attrice tedesca.
Vinse il BAFTA quale migliore attrice internazionale nel 1954 per Il figlio conteso di Charles Crichton.

## Filmografia parziale
- Sola col mio peccato (Martina), regia di Arthur Maria Rabenalt (1949)
- Mezzanotte e 15, stanza 9 (0 Uhr 15, Zimmer 9), regia di Arthur Maria Rabenalt (1950)
- La città assediata (The Big Lift), regia di George Seaton (1950)
- Il figlio conteso (The Divided Hearth), regia di Charles Crichton (1954)
- Oasi (Oasis), regia di Yves Allégret (1955)
- Come prima, meglio di prima (Never Say Goodbye), regia di Jerry Hopper (1956)
- Istanbul, regia di Joseph Pevney (1957)
- Lo strano caso di David Gordon (Flood Tide), regia di Abner Biberman (1958)
- Medico senza coscienza (Arzt ohne Gewissen), regia di Falk Harnack (1959)

## Doppiatrici italiane
- Lydia Simoneschi in La città assediata
- Rosetta Calavetta in Come prima, meglio di prima